# Ленинский проспект (Воронеж)
Ле́нинский проспе́кт (до 1961 года — Ста́линский проспект, в 1961—1970 годах — Октя́брьский проспект) — проспект в Воронеже, проходит через Левобережный и Железнодорожный районы города. Является основной транспортной магистралью левого берега Воронежа и одной из самых длинных улиц города. Длина улицы — 9,1 км.
Начинается проспект около Воронежской ТЭЦ-1, в промышленном районе Воронежа. К нему ведут подъездные пути со всех трёх мостов через Воронежское водохранилище. Нумерация домов идёт с южной стороны, начиная с Дворца культуры им. С. М. Кирова. Ленинский проспект заканчивается в районе Отрожка, переходя в улицу Богдана Хмельницкого. В основном проспект застроен хрущёвками, в настоящее время также активно застраивается.
В центре проспекта расположен парк Патриотов с братской могилой воинов Великой Отечественной войны, Музеем-диорамой и стелой «Город воинской славы».
Ленинский проспект считается одной из наиболее широких улиц города. Ширина — 21 метр. Местами улица четырёхполосная, местами — шестиполосная. Имеется участок у ДК Кирова, имеющий 7 полос для движения (5 в северном направлении и 2 в южном). До 2003 года она была полностью двухполосной. Проезжая часть была расширена в связи с демонтажом трамвайных рельсов. Так же в 2003 году была реконструирована и пешеходная часть, выложена плитка. На первых этажах многих зданий открыты магазины, парикмахерские, салоны красоты, турагентства, нотариальные конторы, банки.

## Транспорт
Через Ленинский проспект проходят многие автобусные маршруты. Случаются пробки на ведущих развязках к мостам. До 2003 года из района Машмет в Отрожку можно было добраться на трамвае по Ленинскому проспекту. Сегодня по левому берегу ходят троллейбусы № 8 и № 11. На пересечении с улицей Остужева трамвайные рельсы частично сохранились.